# Sven-Ingvars
Sven-Ingvars er et svensk danseband der blev dannet i 1956.
I midten af 1960'erne havde gruppen en række populære hits i Sverige som "Te' dans me' Karlstatösera", "Ett litet rött paket", "Fröken Fräken", "Börja om från början", "Säj inte nej, säj kanske, kanske, kanske", "Vid din sida" og Önskebrunnen. I 1963 var de opvarmning for The Beatles, da gruppen spillede en koncert i Sverige.

## Diskografi
- Dans ikväll (1966)
- Nu är vi här... igen (1968)
- Sven-Ingvars i Carnegie Hall (1970)
- Sven-Ingvars i Frödingland (1971)
- Man borde inte sova (1972)
- På turné (1973)
- Allt går igen (1973)
- Guld (1975)
- Playa blanca (1976)
- Åh, va skönt (1977)
- Ett vykort från Sven-Ingvars (1978)
- Apropå (1980)
- Sven-Ingvars jubileums à la carte (1981)
- Å vilka tider (1982)
- Våga - vinn (1983)
- Exposé (1985)
- Nya vindar (1987)
- Sven-Ingvars kvartett rainbow music (1989)
- Dansparty (1992)
- Allt går igen (1993)
- Två mörka ögon (1994)
- På begäran (1994)
- Byns enda blondin (1994)
- En dröm om våren (1995)
- Du flicka med vind i ditt hår (1995)
- Septemberbarn (1995)
- Kärlekens alla färger (1995)
- Lika ung som då (1996)
- Hus till salu (1997)
- Nio liv (1998)
- Älskar du mig (1999)
- Retro aktiv (2000)
- Här nere på jorden (2001)
- Guld & glöd (2002)
- Musik vi minns (2003)
- Livet är nu (2005)
- Högt i det blå (2007)
- Lycklig (2009)